# Communauté de communes du Cher à la Loire
La communauté de communes du Cher à la Loire est une ancienne communauté de communes française, située dans le département de Loir-et-Cher.

## Géographie

### Situation
Situé au sud-ouest du département de Loir-et-Cher en touraine, la communauté de communes s’étendait sur 219 km² et correspondait au canton de Montrichard mise à part Angé. Elle s’étendait ainsi de la Vallée du Cher à celle de la Loire.
Le territoire communautaire s'étend sur deux zones géographiques, avec sept communes situées dans la vallée du Cher (Chissay-en-Touraine, St George sur Cher, Montrichard, Faverolles sur Cher, Bourré, Monthou sur Cher et Saint Julien de Chédon), deux communes sont situées sur le plateau (Pontlevoy et Vallières-les-Grandes).
La commune la plus importante est Montrichard, ou se situe le siège de la communauté de communes. 
Les communautés de commune limitrophes sont Val de Cher - Controis à l’est, Agglopolys au Nord et Nord-est. Elle est limitrophe également des communautés de Commune de Bléré Val-de-Cher et de Val d’Amboise à l’ouest situés en Indre-et-Loire. 

### Composition
Elle était composée des communes suivantes :
| Nom                             | Code Insee | Gentilé          | Superficie (km2) | Population (dernière pop. légale) | Densité (hab./km2) |
| ------------------------------- | ---------- | ---------------- | ---------------- | --------------------------------- | ------------------ |
| Montrichard Val de Cher (siège) | 41151      |                  | 19,20            | 3 913 (2014)                      | 204                |
| Chissay-en-Touraine             | 41051      | Chisséens        | 18,17            | 1 171 (2014)                      | 64                 |
| Faverolles-sur-Cher             | 41080      | Faverollais      | 15,51            | 1 327 (2014)                      | 86                 |
| Monthou-sur-Cher                | 41146      | Montholiens      | 20,16            | 973 (2014)                        | 48                 |
| Pontlevoy                       | 41180      | Pontileviens     | 51,12            | 1 514 (2014)                      | 30                 |
| Saint-Georges-sur-Cher          | 41211      | Saint-Georgiens  | 23,78            | 2 623 (2014)                      | 110                |
| Saint-Julien-de-Chédon          | 41217      | Saint-Juliennais | 9,87             | 753 (2014)                        | 76                 |
| Vallières-les-Grandes           | 41267      | Valleriens       | 40,75            | 896 (2014)                        | 22                 |

À partir du 1er janvier 2016, la Communauté de communes du Cher à la Loire ne compte plus que 8 communes après la fusion de Montrichard et Bourré qui devient Montrichard Val de Cher

## Historique
Créée par arrêté du préfet de Loir-et-Cher l’arrêté préfectoral n°00-4533 du 21 décembre 2000, la Communauté de communes du Cher à la Loire regroupe 12 communes : Bourré, Chaumont-sur-Loire, Chissay-en-Touraine, Faverolles-sur-Cher, Monthou-sur-Cher, Pontlevoy, Rilly-sur-Loire, Saint-Georges-sur-Cher, Saint Julien-de-Chédon, Thenay et Vallières-les-Grandes et Montrichard, sa ville centre. 
Par arrêté n°2011347-0002 du 22/12/2011 du préfet de Loir-et-Cher, la communauté de communes du cher à la loire voit partir 2 communes qui rejoignent Agglopolys à savoir Rilly-sur-Loire et Chaumont-sur-Loire. La communauté de communes passe à 10 communes membres. 
Par arrêté n° 2012156-0012 du 04/06/2012 du préfet de Loir-et-Cher, la commune de Thenay quitte la communauté de communes du Cher à la Loire pour rejoindre la communauté de communes du Controis à compter du 1 juillet 2012.
En septembre 2011, les communautés de communes du Cher à la Loire et de Bléré Val de Cher ainsi que la commune de Céré-la-Ronde envisage la création d'une communauté de communes interdépartementale à cheval sur les départements de Loir-et-Cher et d'Indre-et-Loire.
Elle fusionne finalement dans la communauté de communes Val de Cher - Controis le 1er janvier 2017.

## Démographie
La communauté de communes du Cher à la Loire comptait 13 202 habitants (population légale INSEE) au 1er janvier 2014. La densité de population est de 66 hab./km².

### Évolution démographique
| 1968   | 1975   | 1982   | 1990   | 1999   | 2007   | 2008   | 2010   | 2012   |
| ------ | ------ | ------ | ------ | ------ | ------ | ------ | ------ | ------ |
| 13 471 | 13 821 | 14 148 | 14 058 | 14 409 | 15 128 | 15 263 | 13 184 | 13 202 |

À partir de 2010, retrait de 3 communes sorties du périmètre communautaire.

## Politique communautaire

### Représentation

#### Présidents de la communauté de communes
| Période | Période | Identité               | Étiquette | Qualité                      |
| ------- | ------- | ---------------------- | --------- | ---------------------------- |
| 2000    | 2008    | Jean-Marie Janssens    |           | maire de Chissay-en-Touraine |
| 2008    | 2016    | Jean-François Marinier |           | maire de Monthou-sur-Cher    |

### Compétences
1) COMPETENCES OBLIGATOIRES
1er groupe - Aménagement de l’espace
- Schéma directeur et schéma de secteur
- Maîtrise d’ouvrage relative à des études et à des actions d’aménagement
- Création, aménagement et gestion des zones d’aménagements concertés pour la réalisation de zones d’activités économiques
- Exercice de droit de préemption urbain, sur toutes les zones d’aménagement concerté
- Acquisitions et constitution de réserves foncières

2e groupe - Actions de développement économique
- Création, aménagement, extension, gestion, entretien et de zones d’activités économiques, qu’elles soient artisanales, industrielles, commerciales, touristiques, ou agricoles d’intérêt communautaire :

Sont définies d’intérêt communautaire les zones d’activités économiques ci-après, existantes à :
•	MONTHOU-SUR-CHER constituées :
-	D’une part de la zone située au lieu-dit « La Chambaudière » classée UI au POS
-	D’autre part, de la zone située au lieu-dit « Terre Neuve » classée NAa
•	BOURRE
•	MONTRICHARD : zone industrielle classée UI et UIa au plan d’occupation des sols,
•	PONTLEVOY : zone d’activités économiques de la Plaine Saint Gilles et site de l’usine CALPONT
- Octroi d’aides facilitant l’installation et le développement d’entreprises dans le cadre des lois en vigueur,
- Construction, acquisition, aménagement de bâtiments à vocation économique ou touristique destinés à la location ou à la vente (bâtiments relais)
- Mise en place de toutes opérations nouvelles : commerce de proximité. La communauté de communes définit comme d’intérêt communautaire toutes les opérations et actions nouvelles en matière de commerce de proximité, quelle que soit leur forme, intervenant dans les communes de moins de 2 000 habitants et visant au maintien du dernier commerce dans sa catégorie et ou la création d’activités commerciales et artisanales de première nécessité (boucherie/charcuterie, boulangerie/pâtisserie, épicerie ou commerce multiservices) ou d’activités de service nécessaires aux besoins de la population locale (garage, café, restaurant, hôtel) (Délibération du Conseil de Communauté du 11 septembre 2002).
- mise en œuvre d'actions de formation professionnelle, d'amélioration des qualifications et d'insertion professionnelle des demandeurs d'emploi et des salariés en adéquation avec les besoins en main-d’œuvre des entreprises du territoire et en partenariat avec les réseaux institutionnels locaux existants en la matière et notamment la Maison du Blaisois.
- mise en œuvre d'une politique à l'attention des jeunes de 16 à 25 ans par le développement d'actions en faveur de l'insertion professionnelle et sociale et par la sensibilisation des entreprises locales, en partenariat avec la Mission Locale du Blaisois.
- Favoriser sur le territoire les connaissances du phénomène de la grêle(arrêté n°2011077-0004 du 12/04/2011).
- Soutien aux démarches collectives et dispositif visant à pérenniser l'activité agricole, encourager les modes de productions durables, valoriser les filières locales et développer la commercialisation en circuits courts sur le territoire(arrêté n°2011077-0004 du 12/04/2011).
- Lutte contre la grêle par l'adhésion à l'association départementale d'étude et de lutte contre les fléaux atmosphériques (ADELFA).(arrêté n°2011077-0004 du 12/04/2011).
- Prise de participation de la Communauté de Communes du Cher à la Loire à la Société d’Économie Mixte "Territoires et développement".(arrêté n°2011189-0006 du 08/07/2011).

2) COMPÉTENCES OPTIONNELLES
Protection et mise en valeur de l’environnement
- La Communauté de Communes participera à toute réflexion visant à la définition d’une politique communautaire de protection et mise en valeur de l’environnement, le cas échéant dans le cadre de schémas départementaux
- Élimination et valorisation des déchets des ménages et déchets assimilés (arrêté n°02-4154 du 08/10/2002)
- Contrôle des assainissements autonomes

Politique du logement et du cadre de vie
- Opération Programmée d’Amélioration de l’Habitat
- Réalisation et entretien des aires d’accueil des gens du voyage (arrêté n°02-5150 du 18/12/2002)

Création ou aménagement et entretien de voirie d'intérêt communautaire
- Sont définies comme relevant de l'intérêt communautaire toutes les voiries communales, à l'intérieur comme à l'extérieur de l'agglomération, définies comme telles au sein du code de la voirie routière, ainsi que les chemins ruraux.

création d'équipements culturels, sportifs, touristiques et de loisirs
- Construction, entretien et fonctionnement d’équipement sportifs : Piscine (arrêté n°04-2195 du 04/06/2004)
- Construction et exploitation d'un gymnase à Montrichard (arrêté n°2012201-0002 du 19/07/2012)
- Construction et exploitation de tennis couverts à Pontlevoy (arrêté n°2012201-0002 du 19/07/2012)

3) AUTRES COMPÉTENCE
Culture
- Enseignement musical (arrêté n°2006-261-11 du 18 septembre 2006)

Tourisme
- Définition et mise en œuvre de la politique touristique communautaire. La politique touristique communautaire consiste à coordonner et mener des actions de promotion touristique du territoire. Dans ce cadre, elle adhère et participe au financement de l'association communautaire des offices de tourisme, chargée de la gestion de cette politique.

Médiathèque
- Construction et gestion d'une médiathèque "tête de réseau"

Voirie
- Plan de mise en accessibilité de la voirie et des aménagements des espaces publics (arrêté n°2011101-0010 du 21/04/2011).

Transport collectif
- Mise en place d'un transport à la demande en partenariat avec le Conseil Général de Loir-et-Cher.

SOURCE: Statuts de la Communauté de communes du Cher à la Loire

### Identité visuelle
|  | Logo de la Communauté de Communes |

## Sources
- le splaf
- la base aspic